# ティノサ (原子力潜水艦)
|          |                                    |
| 艦歴     |                                    |
| 発注     | 1958年12月17日                     |
| 起工     | 1959年11月24日                     |
| 進水     | 1961年12月9日                      |
| 就役     | 1964年11月17日                     |
| 退役     | 1992年1月15日                      |
| 除籍     | 1992年1月15日                      |
| その後   | 原子力艦再利用プログラム           |
| 性能諸元 |                                    |
| 排水量   | 水上：3,700トン、水中：4,300トン   |
| 全長     | 278 ft                             |
| 全幅     | 31 ft 7 in                         |
| 吃水     | 28 ft 5 in                         |
| 機関     | S5W reactor                        |
| 最大速   | 水上：15+ ノット、水中：25+ ノット |
| 乗員     | 士官、兵員96名                     |
| 兵装     | 21インチ魚雷発射管4基、サブロック  |
| モットー |                                    |

ティノサ (USS Tinosa, SSN-606) は、アメリカ海軍の原子力潜水艦。パーミット級原子力潜水艦の8番艦。艦名は有毒の熱帯魚ティノサに因む。その名を持つ艦としてはガトー級潜水艦72番艦(SS-283)以来2隻目。

## 艦歴
ティノサは1959年11月24日にメイン州キタリーのポーツマス海軍造船所で起工した。1961年12月9日にストラットン夫人（ニューヨーク州選出下院議員サミュエル・B・ストラットンの妻）によって命名、進水し、1964年10月17日に艦長ロバート・B・ブルムステッド中佐の指揮下就役する。
コネチカット州ニューロンドンでの整調後、1966年4月から6月まで整調後信頼性試験を行い、続いてスコットランドのファスレーン、カリブ海への巡航を行った。1967年3月から6月までオーバーホールが行われ、その後1968年3月までニューロンドンで海軍海中音響研究所での任務に就く。この間にティノサは短期間フロリダ州ポート・エバーグレーズを拠点とし、バミューダを訪問して作戦活動に従事した。この実験研究任務が終了すると、ティノサはニューロンドンからの沿岸での作戦活動を開始した。
ティノサは1969年まで東海岸およびカリブ海での活動を継続した。同年春に行われた拡張オーバーホールでは、1963年4月のスレッシャー (USS Thresher, SSN-593) の事故の結果導入された SUBSAFE 安全改良が施された。
作業が完了すると、ティノサは東海岸およびカリブ海での作戦活動を再開し、活動は1971年半ばまで続いた。7月に大西洋を横断、北ヨーロッパの港を訪問し、第6艦隊と共に地中海に展開した。この期間、サルデーニャおよびホーリー・ロッホから活動した後12月に帰還し、マサチューセッツ工科大学から後援を受けた計画の試験を行った。
1973年2月1日から3月末までニューロンドンから活動し、潜水艦および水上艦と共に演習、艦隊行動訓練を行った。4月末に海軍兵学校を3日間訪問し、士官候補生の習熟プログラムに従事した後、ティノサはニューロンドンで潜水母艦フルトン (USS Fulton, AS-11) による整備を受けた。続く数ヶ月間、バミューダに2度展開し、アンドロス島で活動、その後12月にフロリダ沖で行われたアメリカ海軍とカナダ海軍共同の対潜演習に参加した。
1974年は1月から3月までニューロンドンで乾ドック、ウォーターフォード (USS Waterford, ARD-5) に入渠、その後5月19日に母港を出航し地中海に向かい、夏の間第6艦隊と共に2度目の展開を行った。6月24日から7月1日までチュニジアのビゼルトを訪問し、チュニジアを訪問した初の原子力潜水艦となる。
11月16日にニューロンドンへ帰還し、1975年2月後半まで母港からの沿岸活動に従事する。続いて春までナラガンセット湾海域で活動した後、7月23日にニューロンドンを出航しサウスカロライナ州チャールストンへ向かった。その後南に移動しフロリダ沿岸で活動する。1975年の後半から1977年12月12日までミシシッピ州パスカグーラのインガルス造船所で大規模オーバーホールを行い、1978年2月13日から5月20日までカリブ海で大西洋艦隊と共に2ヶ月の兵装試験に従事した。また、4月中旬にはカナダ海軍部隊と共同でフロリダ沖での演習を行った。夏の大半は地中海配備の準備に費やされた。9月13日にニューロンドンを出航、第6艦隊との5ヶ月間の任務に就く。1978年の年末、ティノサはサルデーニャのラ・マッダレーナで維持作業の途中であった。その後アメリカ海軍、イギリス海軍、イタリア海軍、トルコ海軍の各部隊から成るNATOの任務部隊による作戦活動に従事した。
ティノサは1991年7月15日に限定就役状態に置かれ、1992年1月15日に退役、同日除籍された。船体は原子力艦再利用プログラムに従ってワシントン州ブレマートンで1991年7月15日に解体が始められ、1992年6月26日に解体が完了した。